# Французько-південнокорейські відносини
Відносини між Францією та Південною Кореєю тривають від XIX століття до сьогодні. У 2016 Франція та Республіка Корея відсвяткували 130-ту річницю дипломатичних зв'язків між країнами.
За даними опитування світової служби BBC 2013 року, 70% південнокорейців позитивно сприймають вплив Франції, в той час як 11% жителлів Південної Кореї висловлюють негативне ставлення. Французькі погляди на Південну Корею розділилися майже навпіл: 42% французів бачать Південну Корею в позитивному світлі, а 46% - в негативному. 
Оскільки Франція не визнає Північну Корею суверенною державою, вона залишається однією з двох держав-членів Європейського Союзу, які вважають уряд Південної Кореї єдиним законним урядом Корейського півострова (другою такою державою є Естонія).

## Історія

### Поширення католицьких священників

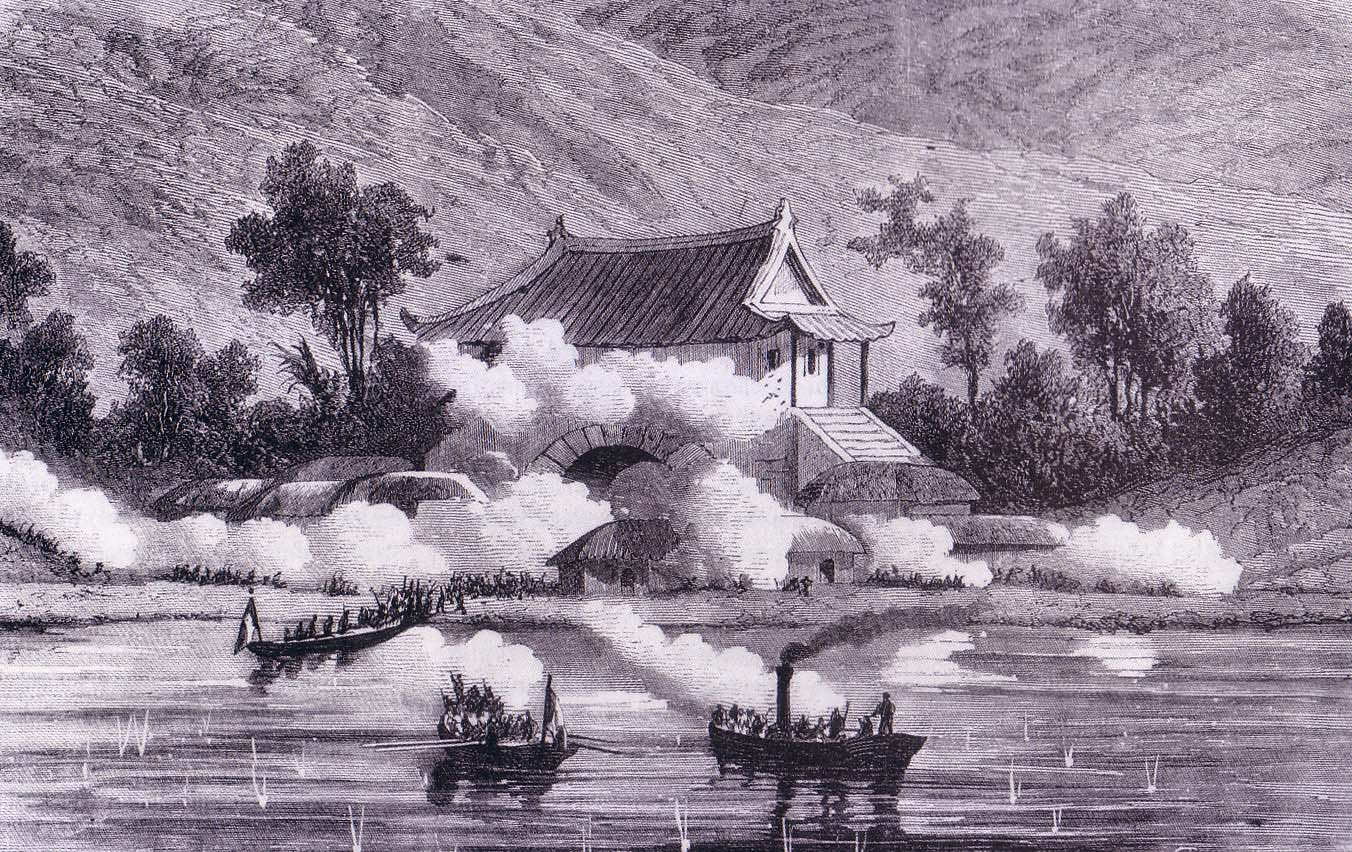
Висадка французів на острові Канхва

Початкове залучення французів на Корейський півострів у 19 столітті була зосереджена на сприянні, поширенні та відстоюванні католицького християнства (католицизму) в Кореї. Перший французький місіонер в Кореї отець Філіп Мобант прибув до країни в 1836 році. Після цієї дати місіонери продовжували приїжджати до Кореї з Китаю, часто піддаючись великим ризикам.
У вересні 1846 року французький адмірал Жан-Батист Сесіль відплив до Кореї, щоб домогтися звільнення ув’язненого корейського священика на ім'я Ендрю Кім Тайгон, але Кім незабаром був страчений.
У 1847 р., після різних місій до В'єтнаму та Окінави, Сесіль знову відплив до Кореї, щоб спробувати проникнути й поспілкуватися з деякими місіонерами, але його корабель сів на мілину та його довелося рятувати британським кораблем

### Французька кампанія проти Кореї (1866)
У 1866 р. у відповідь на велику кількість навернень корейців на католицизм, а також на приниження, які зазнав Китай від рук західників під час Першої та Другої опіумних воєн, Корейський суд зупинив незаконних французьких місіонерів, які вбивали французьких католицьких місіонерів та новонавернених корейців.
Того ж року Франція розпочала каральну експедицію проти Кореї, вторглася та окупувала частини острова Гангва восени 1866 р. У першому бою корейська піхотна дивізія сильно програла, і генерал Ян Хеон-су дійшов висновку, що тільки велика кавалерійська дивізія могла протистояти французьким силам. Засада корейськими силами французької сторони, яка намагалася зайняти стратегічно важливий храм Чондунґ, розташований на південному узбережжі острова, призвела до значних втрат серед французів. Усвідомлення французами того, що вони були в значній меншості як у чисельності військ, так і в озброєнні, змусило їх покинути острів і облишити експедицію.. Цей інцидент пізніше став відомим як “бао-ін-ян-йо”, або західне (закордонне) заворушення (1866).

### Дипломатичні відносини (1886)
Франція та Корея встановили свої перші офіційні відносини у 1886 р. після нерівного Французько-корейського договору. У 1887 р. Франція направила свого першого офіційного представника Віктора Колліна де Плансі разом з його перекладачем Морісом Курантом. Пізніше він [Курант] став відомим у Франції як "батько" корейських досліджень. Першим корейцем, який перебрався на постійне місце проживання у Францію є Хонг Чон-у, який прибув до Франції не так довго після встановлення офіційних відносин між країнами. Прибувши до Марселя в 1890 році, він провів декілька років, працюючи у в музеї, де він був дуже корисним і допоміг створити першу секцію корейського мистецтва та культури. Тим не менш, корейське мистецтво та культура були вперше представлені французькій громадськості лише в межах Всесвітньої виставки в Парижі (1900).

### Перерва в дипломатичних відносинах (1906-1949)
Вторгнення Японії в Корею призвело до розриву французько-корейських відносин. Понад 40 років, з 1906 по 1949 рік, у Франції не було дипломатичного представництва в Кореї. Однак, незважаючи на те, що посольство було закрите, це не означало, що відносини припинилися взагалі. У 1919 р. в Парижі розпочала свою діяльність делегація корейського уряду в еміграції (в екзилі), який діяв як зв'язок між Францією та Кореєю в ці важкі роки. У 1949 р. Посольство було офіційно відкрито і новий посол зайняв посаду в Сеулі. На його привеликий жаль, він потрапив у полон до армії Північної Кореї та провів там три роки, з 1950 по 1953 рік, доки він не був звільнений та йому не була надана дипломатична посада в іншій країні.

### Корейська війна
Корейська війна стала поворотним пунктом, який сприяв зміцненню відносин між двома країнами. До цього часу французько-корейські дипломатичні відносини завжди були так чи інакше обмежені кількома особами на урядовому рівні. Оскільки вирувала війна в Кореї, французька громадськість отримала значно ширше уявлення про цю країну та про ситуацію в тій частині світу. Це спонукало їх зголошуватися на допомогу уряду Південної Кореї. З 1950 по 1953 рік 3200 французьких солдатів допомагали Південній Кореї, беручи участь у Корейській війні; 270 з них загинули.
Хоча історія Південної Кореї була досить напруженою протягом наступних десятиліть, обидві країни все ще підтримували нормальні дипломатичні відносини. У 2002 році вперше кількість французьких громадян, присутніх у Південній Кореї, перевищила кількість, що спостерігалася під час війни в Кореї, оскільки в цьому році повідомлялося про 6000 - 7000 французьких громадян, які майли офіційний дозвіл на проживання в Південній Кореї.

## Сучасність
Франція та Республіка Корея все ще підтримують дуже хороші дипломатичні відносини. Особливо це може бути помічено в питаннях, які стосуються вибудовування зовнішньої політики у відношенні до Північної Кореї, яка, звичайно, має велике значення для обох країн.
Крім двостороннього співробітництва, Франція та Південна Корея також працюють разом у численних міжнародних організаціях, таких як ООН, ЮНЕСКО, ОЕСР тощо.
Що стосується Північної Кореї, Франція - одна з небагатьох європейських країн, яка й досі не має офіційних дипломатичних відносин з КНДР. Також Франція підтримала шестисторонні переговори (між Південною Кореєю, Північною Кореєю, Японією, Китаєм, Росією та Сполученими Штатами), а також підтримує просування ролі МАГАТЕ у пошуку шляхів вирішення ядерної проблеми.

## Економічні та культурні відносини
Економічні відносини між двома країнами Францією та Південною Кореєю залишаються міцними. В 2006 році французький експорт до Південної Кореї становив 2,6 млрд. євро, а Франція була сьомим найбільшим інвестором у Республіку Корея. Експорт Південної Кореї до Франції за той самий період становив 4,1 млрд євро.
Культурні відносини посилюються завдяки наявності французького культурного центру в Кореї, а також французької культурно-мовної організації Alliance française.
У Франції проживає приблизно 7000 південнокорейців (за винятком прийомних французьких корейців), а в Південній Кореї - 2000 французів.
Одним з найвидатніших корейських вчених французької літератури був Кім Бунг-Гу (1922 - 1991).
Французький уряд характеризує відносини з Південною Кореєю як "чудові".